# Revista d'Etnologia de Catalunya
La Revista d'etnologia de Catalunya (REC) és una publicació científica i acadèmica, especialitzada en els àmbits de l'antropologia, l'etnologia i el patrimoni cultural a Catalunya i d'arreu, creada el 1992 i editada pel Centre de Promoció de la Cultura Popular i Tradicional Catalana, que posteriorment esdevindria en la Direcció General de Cultura Popular, Associacionisme i Acció Culturals de la Generalitat de Catalunya.
La revista, que es publica ininterrompudament des del mes de juliol de 1992, amb una periodicitat que ha variat entre semestral i anual, s'ha convertit en una plataforma de difusió de les iniciatives, les realitzacions, les teories i les experiències dels investigadors, les entitats i els col·lectius que conformen aquest camp del coneixement dins de les ciències socials. La REC és una publicació periòdica que ha esdevingut punt de referència i lloc de trobada de l'antropologia i l'etnologia catalanes, així com de les ciències socials en general, tant des d'un punt de vista acadèmic i analític com des del vessant de la producció cultural i el patrimoni etnològic.
Sota el prisma de la interdisciplinarietat, la REC presenta treballs i articles que s'estructuren en les següents seccions: Dossier monogràfic, Miscel·lània, Recerques etnològiques i Crònica (Activitats, Associacions, Museografia i Bibliografia).
Darrere de la creació de la REC es troben dues figures que han estat cabdals en aquesta empresa, Antoni Anguela, cap del Servei de Patrimoni Etnològic del Centre de Promoció de la Cultura Popular i Tradicional Catalana (CPCPTC) i Joan Maria Llobet Armengou, cap del Servei de Publicacions del Departament de Cultura de la Generalitat de Catalunya.